# 东方文化

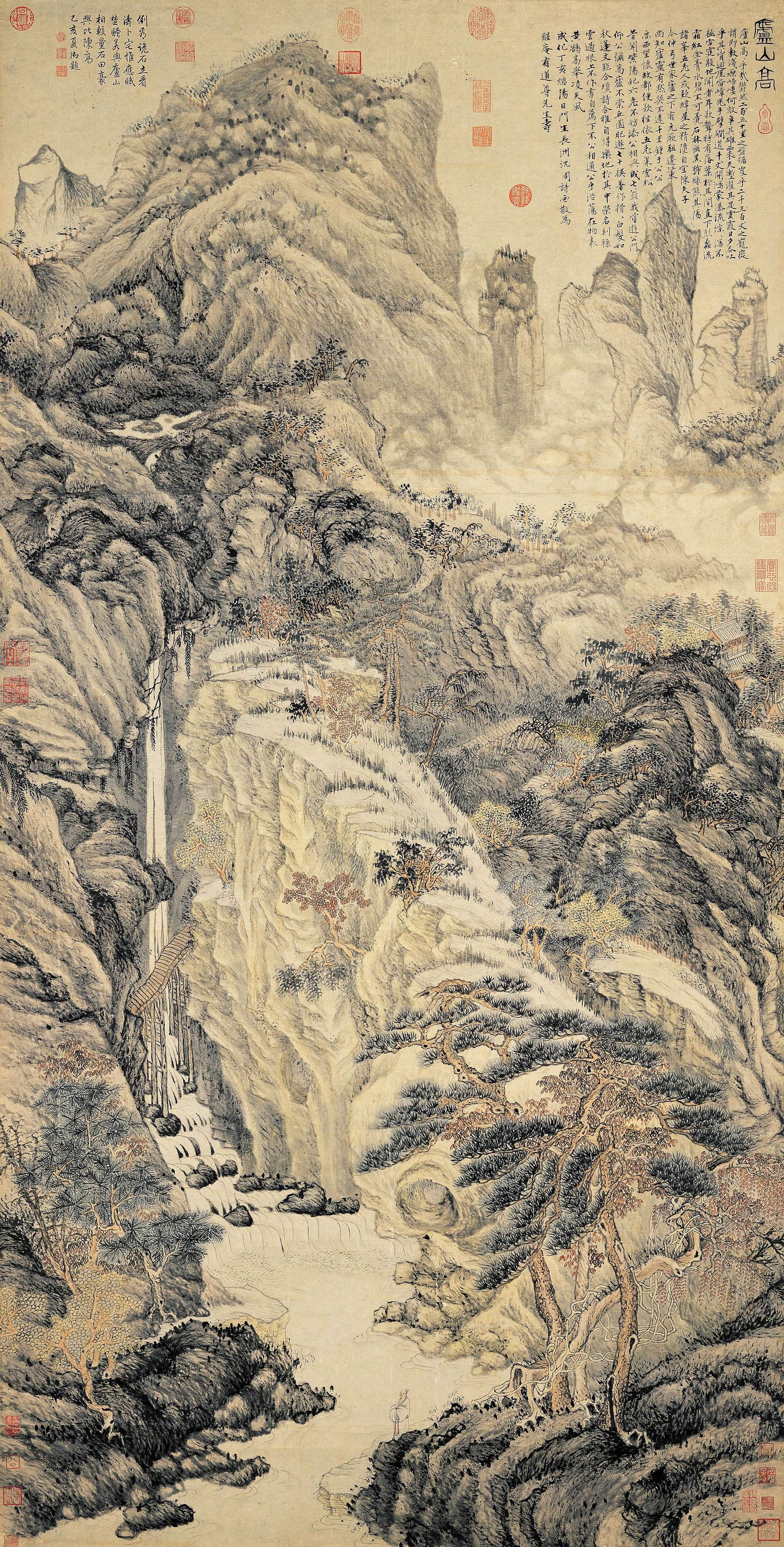
東方文化寫意，注重修養與內涵。

東方文化，以在地球上所在位置而名，與西方文化相對。主要的東方文化的概念，這裡所說的東方文化主要是指亞洲地區，在中國人看來是指漢字文化圈區域，包括中華文化、越南文化、朝鮮文化、日本文化、琉球文化、新加坡文化、馬來西亞文化、臺灣文化等。

## 東方文化
另外如泰國、尼泊爾、斯裡蘭卡等，老撾、緬甸和泰國等也受到儒家文化影響，但因為這些地方三教共處的原因，與極東的漢字文化圈體系不太一樣。
另有一些人則認為屬於南亞的印度文化也是東方文化的一部分。很多人認為亞洲地區的文化都是東方文化，西亞阿拉伯地區國家也屬於東方國家。以歐洲為中心，西亞波斯灣地區被稱為中東，而東亞地區則為遠東。
不過亞洲國家的文化之間較沒有聯合性，一般都是各自獨立來談。東方文化可再以傳統文化來粗略地分為幾個不同的文化圈，如儒家文化圈、佛教國家、印度等，其中佛教和儒家文化在絕大部分地區呈現融合狀態。

## 地域

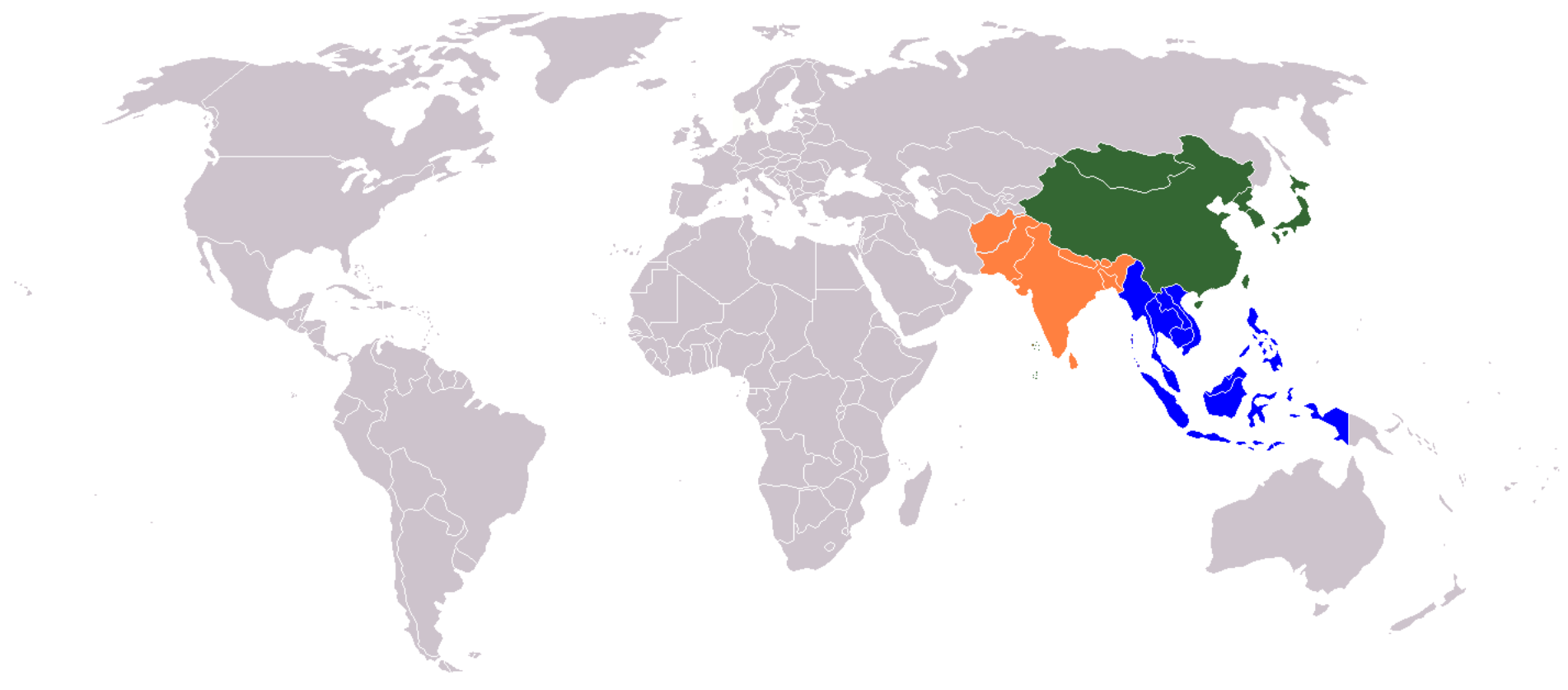
東方文化所泛指的區域。